# Nzuzi Toko
 Nzuzi Bundebele Toko  (Kinsasa, República Democrática del Congo, 20 de noviembre de 1990) es un futbolista congoleño. Juega de centrocampista y su equipo es el F. C. Dietikon de la 2. Liga Interregional de Suiza.

## Clubes
| Club                         | País           | Año       |
| ---------------------------- | -------------- | --------- |
| Grasshoppers                 | Suiza          | 2008-2014 |
| Brighton & Hove Albion F. C. | Inglaterra     | 2014-2015 |
| Eskişehirspor                | Turquía        | 2015-2016 |
| F. C. St. Gallen             | Suiza          | 2016-2018 |
| Al-Fateh S. C.               | Arabia Saudita | 2018-2019 |
| IFK Göteborg                 | Suecia         | 2019-2020 |
| Würzburger Kickers           | Alemania       | 2020-2022 |
| F. C. Dietikon               | Suiza          | 2022-     |

## Palmarés

### Títulos nacionales
| Título         | Club         | País   | Año  |
| -------------- | ------------ | ------ | ---- |
| Copa de Suiza  | Grasshoppers | Suiza  | 2013 |
| Copa de Suecia | IFK Göteborg | Suecia | 2020 |